# トゥーモーロン県
トゥーモーロン県（トゥーモーロンけん、ベトナム語：Huyện Tu Mơ Rông?）は、ベトナム社会主義共和国コントゥム省の県である。面積は857.2 km²、人口は30,020人（2019年）である。

## 行政区画
11社から構成される。